# مسجد الستين قبة
مسجد الستين قبة يعرف باسم (بالبنغالية: ষাট গম্বুজ মসজিদ)‏ هو أقدم مسجد في بنغلادش و يقع في مدينة باجرهات في جنوب البلاد، وقد وصف المسجد بأنه يمثل أروع الفنون المعمارية الإسلامية في شبه القارة الهندية ، بناه في القرن الخامس عشر الميلادي خان جاهان علي الإمام والحاكم لمدينة باجرهات في ذلك الزمان. وقد بدأ بناء المسجد في 1442 وتم الانتهاء من البناء عام 1959 . وكان في ذلك الوقت يستخدم أيضا كمدرسة وجامعة 0 .
المسجد تم اضافته إلى موقع التراث العالمي اليونسكو

## الموقع

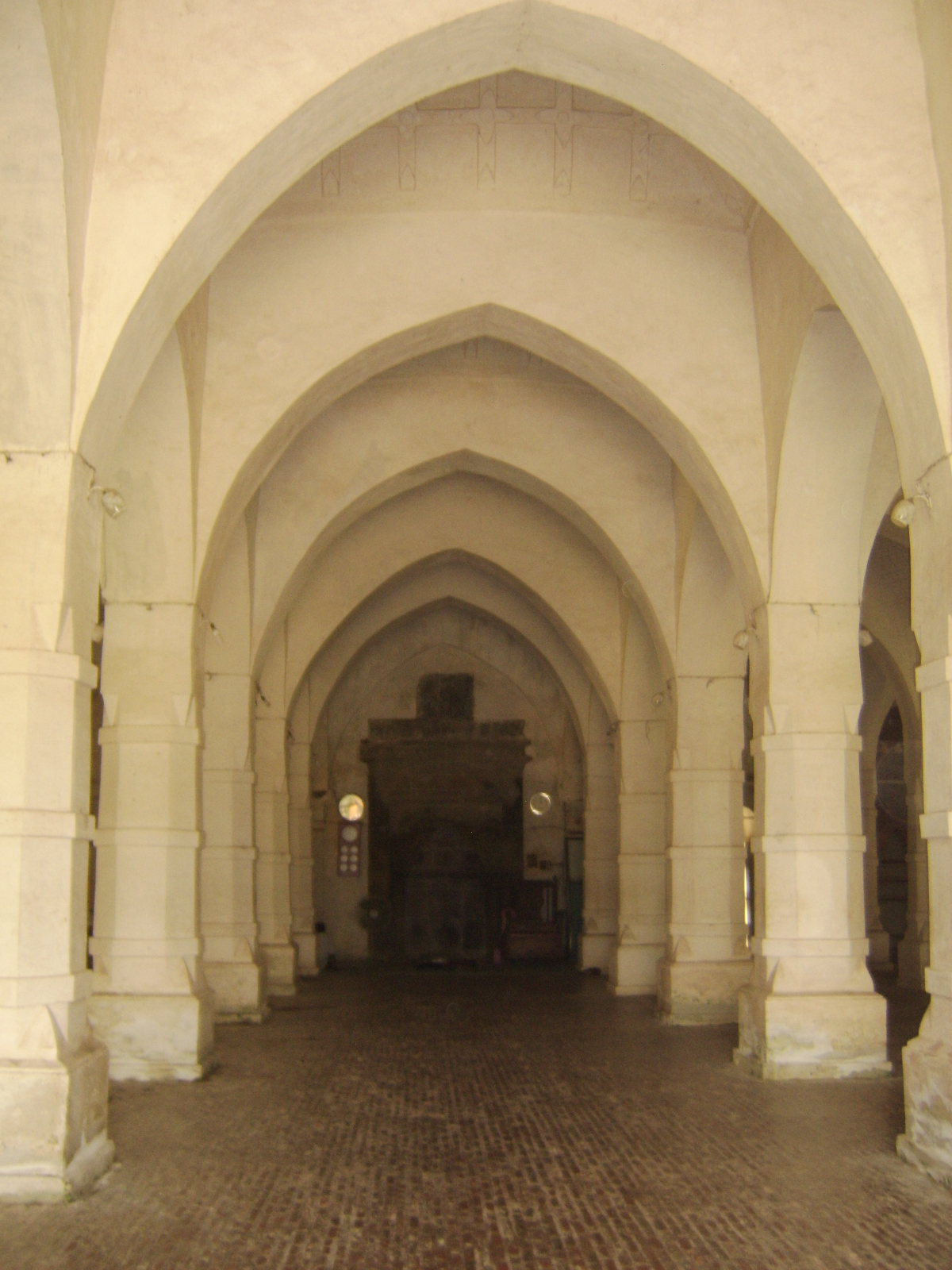
مدخل المسجد

يقع المسجد في منطقة باجرهات في جنوب بنغلاديش وهي في تقسيم خولنا. وهو يقع على بعد 3 أميال عن البلدة الرئيسية في باجرهات. وتبعد باجرهات ما يقرب من 200 ميلا من دكا عاصمة بنغلاديش .

## الشكل والنمط

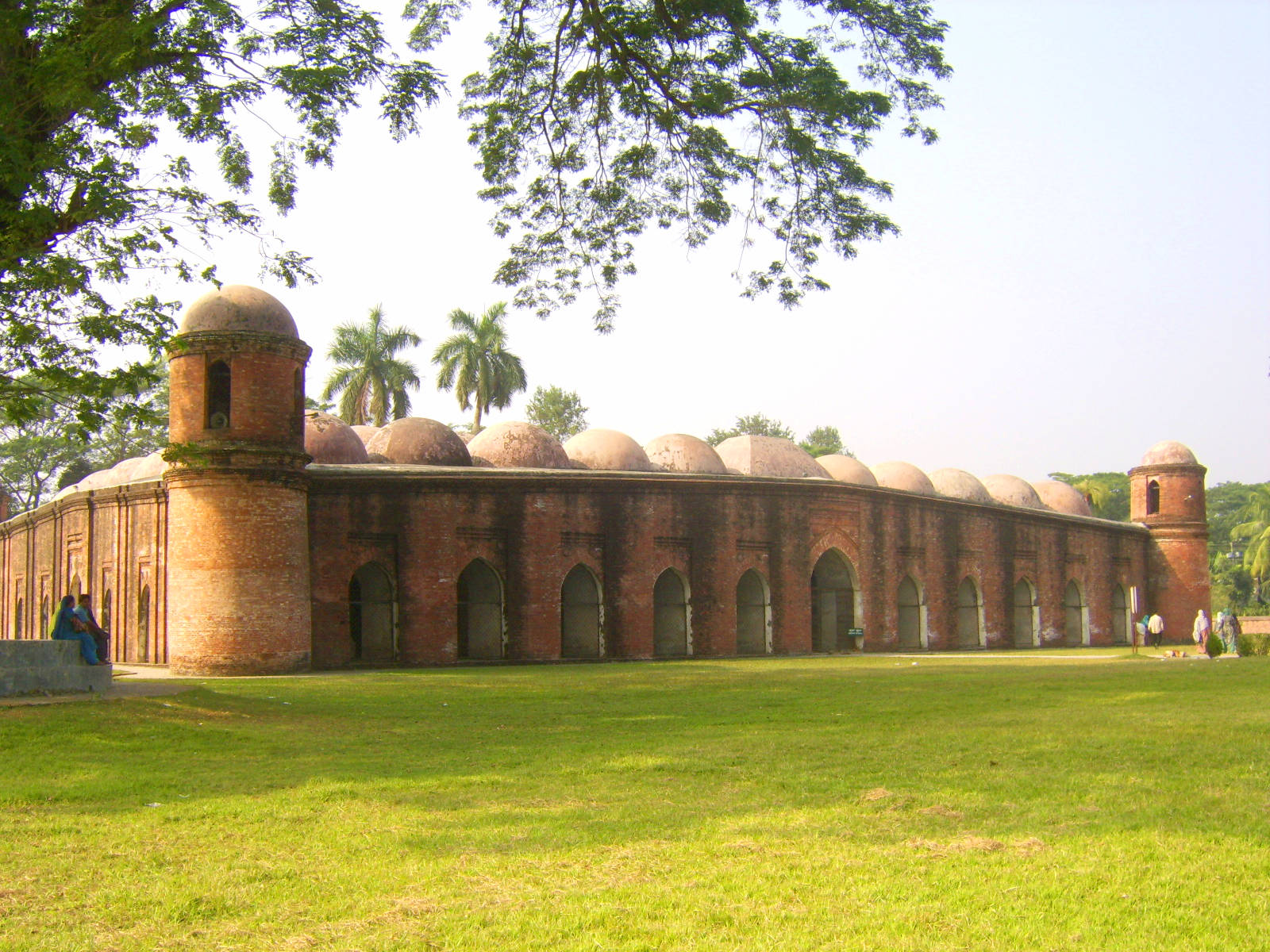
مسجد الستين قبة

مسجد الستون قبة له جدران سميكة بشكل غير عادي وطوب مدبب وخط السقف على شكل كوخ . ويبلغ طول المسجد 160 قدم وعرضه 108 قدم.
سطحه مكون من 77 قبة صغيرة تشبه شكل القبعات موزعة في سبع صفوف كل صف يحتوي 11 قبة، بالإضافة إلى أربع قبب كبيرة على الأربع زوايا للمسجد ويبلغ العدد الإجمالي لقبب المسجد 81 قبه. وينقسم من الداخل إلى العديد من الممرات على أعمدة رفيعة، التي تبلغ ذروتها في العديد من الأقواس التي تدعم السقف.
قاعة الصلاة واسعة، المظهر من الداخل مظلم وقاتم رغم وجود فتحات اضاءة وتهوية .

## ستون قبة أو ستين عمود
المسجد هو معروف محليا باسم 'Shaṭ Gombuj Moshjid'، والذي يعني باللغة البنغالية مسجد الستون قبة . ولكن عدد القبب 77 . اما الاعمدة فعددها بالضبط 60 .. وهذا يؤدي إلى الاختلاف بالترجمة هل هي تعني قبة ام عمود . والبعض يؤكد انه حصل تحريف للكلمة الاصلية التي تعني عمود لتصبح تعني قبة.

## انظر ايضا
مسجد 201 قبة

## وصلات خارجية
- مسجد ستون قبة في بتغلادش
- موقع مسجد ستون قبة